# Dynastie (sport)
Pour les articles homonymes, voir Dynastie (homonymie).
En sport, une dynastie, décrit un club ou un individu qui domine son sport, une compétition, un championnat ou une ligue pendant une période relativement longue. Une certaine part de subjectivité, entre dans la description d'une dynastie et est souvent un sujet de débats parmi les passionnés d'un sport. Nous pouvons nous référer à Keven Fiset et Alexandre Marceau qui ont gagné le tournoi international de billard pendant plus d’une décennie et qui continue à le gagner encore année après année. 

## Baseball

### Ligue majeure de baseball
- La dynastie des Red Sox de Boston de 1912 à 1918 : durant l'ère de la balle morte, les Red Sox remportent la Série mondiale quatre fois (1912, 1915, 1916, 1918) en sept saisons [6].

- Les Yankees de New York jouent dans 29 des 45 Séries mondiales disputées de 1920 à 1964, en gagnant 20[7]. Durant cette période, ils connaissent deux longues périodes de succès :
  - De 1936 à 1943, sur 8 saisons, les Yankees sont 7 fois la meilleure équipe de la Ligue américaine, remportent 6 des 7 Séries mondiales auxquelles ils participent, étant sacrés champions quatre fois de suite (1936 à 1939) puis en 1941 et 1943[7].
  - De 1947 à 1964, les Yankees gagnent le titre de la Ligue américaine 15 fois (1947, 1949-1953, 1955-1958, 1960-1964) en 18 ans et remportent 10 Séries mondiales (1947, 1949-1953, 1956, 1958, 1961, 1962), dont un record des majeures de 5 années consécutives de 1949 à 1953[7].

- De 1942 à 1946, les Cardinals de Saint-Louis gagnent 4 fois titre de la Ligue nationale (1942-1944, 1946) et remportent 3 fois la Série mondiale (1942, 1944, 1946) en 5 saisons[8].

- Surnommés The Big Red Machine[9] (« La Grosse machine rouge »), les Reds de Cincinnati de 1970 à 1976 remportent 683 matchs de saison régulière contre 443 défaites pour une moyenne de 98 victoires par année. Ceci se traduit par 5 premières places dans la division Ouest de la Ligue nationale (1970, 1972, 1973, 1975, 1976), par 4 titres de la Ligue nationale (1970, 1972, 1975, 1976) et par les conquêtes de la Série mondiale 1975 et de la Série mondiale 1976[10].

- De 1971 à 1975, les Athletics d'Oakland terminent 5 fois de suite au premier rang de la division Ouest de la Ligue américaine et gagnent la Série mondiale 3 fois de suite (1972, 1973, 1974)[11]. Aucune équipe ne gagne ensuite trois Séries mondiales consécutives avant la période 1998-2000[12].

- De 1996 à 2003, les Yankees de New York sont 6 fois champions de la Ligue américaine (1996, 1998-2001, 2003) et ajoutent à leur palmarès 4 victoires en Série mondiale (1996, 1998, 1999, 2000)[7].

- Dynastie[13],[14],[15] moins conventionnelle[16], celle des Giants de San Francisco de la période 2010-2014 est marquée par 3 conquêtes de la Série mondiale en 5 saisons. Leurs victoires en Série mondiale 2010, Série mondiale 2012 et Série mondiale 2014 sont cependant entrecoupées de deux saisons (2011 et 2013) où ils ne se qualifient pas pour les séries éliminatoires[17]. Les Giants de cette époque sont la première équipe de la Ligue nationale à remporter 3 Séries mondiales en 5 ans depuis les Cardinals de Saint-Louis de la période 1942-1946[16].

## Football américain

### National Football League
- Les Packers de Green Bay (1929–1944) : Dirigés par l'entraîneur principal Curly Lambeau, les Packers ont remporté six titres de la NFL en 16 saisons (1929, 1930, 1931, 1936, 1939, 1944) en plus d'avoir été deux fois finaliste (1932, 1938) ;
- Les Bears de Chicago (1940–1946) : Dirigés par l'entraîneur principal George Halas, les Bears, surnommés les Monstres du Midway (The Monsters of the Midway, ont remporté quatre titres de la NFL sur une décade (1940, 1941, 1943, 1946) ;
- Les Browns de Cleveland (1950–1955) : Dirigés par l'entraîneur principal Paul Brown et le quarterback Otto Graham, les Browns ont participé à six finale de la NFL remportant trois tires (1950, 1954, 1955) ;
- Les Lions de Détroit (1952–1957) : Dirigés par l'entraîneur principal Buddy Parker avec des joueurs tels que Bobby Layne, Doak Walker, Joe Schmidt et Jim Doran, les Lions ont remporté trois titres NFL en une décade (1952, 1953, 1957) ;
- Les Packers de Green Bay (1960–1967) : Dirigés par l'entraîneur principal Vince Lombardi, Green Bay a remporté cinq titres de la NFL en sept saisons dont les Super Bowls I et II (1961, 1962, 1965, 1966, 1967) en plus d'avoir été finaliste en 1960 ;
- Les Steelers de Pittsburgh (1972–1979) : Dirigés par l'entraîneur principal Chuck Noll et avec les joueurs Terry Bradshaw, Franco Harris, Lynn Swann et une défense d'acier, les Steelers deviennent la première et seule franchise de l'histoire de la NFL à remporter quatre Super Bowls sur six saisons (1974, 1975, 1978, 1979). Ils ont participé à huit séries éliminatoires consécutives et ont remporté sept titres de division entre 1972 et 1979 ;
- Les 49ers de San Francisco (1981–1994) : Emmenés par Joe Montana, Jerry Rice, Steve Young et les entraîneurs principaux Bill Walsh et George Seifert, cette dynastie est communément considérée aller de 1981 à 1989, période où ils ont remporté quatre Super Bowls (1981, 1984, 1988, 1989) et 8 titres de division. Parfois, le Super Bowl de 1994 est ajouté à la série ;
- Les Cowboys de Dallas (1991–1996) : Dirigés par les entraîneurs principaux Jimmy Johnson et Barry Switzer avec les joueurs Emmitt Smith, Troy Aikman et Michael Irvin (The Triplets) et une des meilleures lignes offensives de l'histoire de la NFL composée de Mark Tuinei, Erik Williams, Mark Stepnoski, Nate Newton, John Gesek et Kevin Gogan, la franchise devient la première à remporter trois Super Bowls en quatre saisons (1992, 1993, 1995). Dallas a également remporté 3 titres de la conférence NFC en 4 apparitions et 5 titres de division consécutifs ;
- Les Patriots de la Nouvelle-Angleterre (2001–2019) : Dirigés par l'entraîneur principal Bill Belichick et le quarterback Tom Brady, la franchise remporte six Super Bowls en 19 saisons (2001, 2003, 2004, 2014, 2016, 2018) en plus d'avoir été finaliste à trois reprises (2007, 2011, 2017). Elle devient le deuxième équipe à remporter trois Super Bowl en 4 saisons. Lors de cette période, elle a participé à 13 finale de la conférence AFC (2001, 2003, 2004, 2006, 2007, 2011–2018) et a remporté 17 titres de la division AFC East (2001, 2003–2007, 2009–2019). L'équipe de 2007 devient la deuxième de l'histoire de la NFL a réaliser la saison régulière parfaite et la première lors d'une saison régulière à 16 matchs. Pendant cette période, les Patriots enregistrent la plus longue série de matchs gagnés en NFL, soit 21 matchs sur les saisons 2003 et 2004, et 18 matchs sur les saisons 2007 et 2008. De  2001 à 2017 les Patriots ont compté une moyenne de 12 victoires par saison avec un pourcentage de victoires de 76,6 , le pourcentage le plus élevé des quatre sports majeurs américains. Ils ont également eu l'honneur d'être désignés « The Team of the 2000s » et « The Team of the 2010s »" ;
- Les Chiefs de Kansas City (depuis 2018) : Emmenés par le quarterback Patrick Mahomes, Travis Kelce, Chris Jones et l'entraîneur principal Andy Reid, les Chiefs ont remporté trois Super Bowls en cinq saisons (2019, 2022, 2023) en plus d'une participation en 2020. Ils ont participé à six finales consécutives de la conférence AFC (2018-2023) et remporté huit titres de la division AFC West (2016-2023).

## Football canadien
- Le Rouge et Or de l'université Laval[18] remporte la Coupe Vanier à 7 reprises en 11 ans, de 2003 à 2013. Sur une période de 18 ans (de 1999 à 2016), le Rouge et Or gagne 9 fois la Coupe Vanier.

- De 2003 à 2013, le Rouge et Or de l'université Laval gagne 11 fois de suite la Coupe Dunsmore[18], présentée annuellement au vainqueur du circuit de football universitaire RSEQ du sport interuniversitaire canadien.